# 聖者的行進
《聖者的行進》，是1998年1月9日至3月27日TBS電視台播放的電視劇，由石田壹成、酒井法子、廣末涼子主演。
劇集深刻揭露了日本唐氏綜合症患者（智能障礙）日常如奴隸般的生活，不論身體還是心理都遭受殘酷的折磨。由野島伸司擔任編劇，是「TBS野島伸司人性黑暗四部曲」的第四彈。
平均收視率20.9%、最高收視率22.1%。榮獲第16回日劇學院賞最佳作品、最佳男主角及最佳劇本。

## 演員陣容
町田永遠：石田壹成
葉川もも：酒井法子
土屋ありす：廣末涼子
高原廉：安藤政信
水間妙子：雛形明子
高原鈴：松本惠
加賀美歩：渡辺慶
猪瀨辰雄：小林正寬
竹上光輔：段田安則
竹上三郎：大衛伊東
竹上裕子：水沢アキ
竹上俊輔：篠原俊晴
間中順治：齊藤洋介
向哲雄：石橋保
宇野淳一：碇矢長介
町田基子：藤田弓子
町田和夫：中丸新將
町田敦：郭智博
安西康雄：加藤善博
猪瀨久子：山本道子
水間梓：朝加真由美
土屋冬樹：清水章吾
土屋波子：沖直未
交番のおまわり：高橋克實
片瀨孜：豊田一生
女子高生：加藤愛

## 製作
- 劇本：野島伸司
- 製作：伊藤一尋
- 導演：吉田健、松原浩、那須田淳

## 主題曲
- 中島美雪「絲」（第1話 - 第4話、第10話 - 最終話）
- 中島美雪「生命的別名」（第5話 - 第9話）

## 各話資料
| 各話                                                     | 播放日期      | 標題 | 導演     | 收視率 |
| -------------------------------------------------------- | ------------- | ---- | -------- | ------ |
| 第1話                                                    | 1998年1月9日  |      | 吉田健   | 20.3%  |
| 第2話                                                    | 1998年1月16日 |      | 吉田健   | 20.3%  |
| 第3話                                                    | 1998年1月23日 |      | 松原浩   | 22.1%  |
| 第4話                                                    | 1998年1月30日 |      | 那須田淳 | 19.7%  |
| 第5話                                                    | 1998年2月6日  |      | 那須田淳 | 19.7%  |
| 第6話                                                    | 1998年2月13日 |      | 吉田健   | 21.3%  |
| 第7話                                                    | 1998年2月27日 |      | 松原浩   | 21.9%  |
| 第8話                                                    | 1998年3月6日  |      | 松原浩   | 20.4%  |
| 第9話                                                    | 1998年3月13日 |      | 那須田淳 | 21.1%  |
| 第10話                                                   | 1998年3月20日 |      | 吉田健   | 21.3%  |
| 最終話                                                   | 1998年3月27日 |      | 吉田健   | 21.8%  |
| 平均收視率 20.9%（收視率為Video Research在關東地區統計） |               |      |          |        |

## 外部連結
- 官方網站